# 甄氏外瓶黴
甄氏外瓶黴（Exophiala jeanselmei）是一種會分泌黑色素的外瓶黴屬真菌，可引起暗色絲孢霉病和皮下黑色真菌症。
甄氏外瓶黴的特性與皮炎外瓶黴相似，但甄氏外瓶黴可於42℃生長，而皮炎外瓶黴則不可以。此外，甄氏外瓶黴可導致著色芽生黴菌症 (chromoblastomycosis，又名chromomycosis)。